# Nothing (film)
Pour les articles homonymes, voir Nothing.
Pour plus de détails, voir Fiche technique et Distribution.
Nothing est un film canadien réalisé par Vincenzo Natali, sorti en 2003.

## Synopsis
À Toronto, Andrew et Dave sont amis depuis qu'ils ont neuf ans. Andrew est un jeune homme nerveux et effrayé par la moindre chose. Dave est égocentrique et pense qu'il a toujours raison. Ils sont loin d'être populaires à l'école et décident de se serrer les coudes pour survivre.
Après le décès des parents d'Andrew, celui-ci devient progressivement agoraphobe, refusant même de sortir de sa maison. Après avoir échoué dans sa carrière de musicien, Dave n'a pas d'autre choix que de demander à Andrew de l'accueillir chez lui. Leur cohabitation semble être une solution pour eux deux : Dave avait besoin de son ami pour lui remonter le moral, Andrew avait besoin d'un lien avec le monde extérieur. Dave remonte alors la pente et trouve un emploi dans une société. Andrew devient agent de voyage par téléphone, ce qui lui permet de travailler sans sortir de son isolement.
Mais, dans cette maison délabrée coincée entre deux autoroutes, leur situation est précaire et empire jusqu'à l'insoutenable. Dave, espérant une augmentation, se retrouve au contraire licencié et accusé de détournement de fonds. Sara, sa petite amie, le quitte en lui avouant s'être servi de lui pour détourner cet argent à son profit. De son côté, Andrew est injustement accusé d'avoir battu et embrassé une fillette. Les deux amis décident de vendre la maison et de s'enfuir, mais un représentant de la ville leur annonce qu'elle doit être démolie dans les prochaines heures. Dans les minutes qui suivent, les bulldozers et la police encerclent la maison pour ces diverses raisons. Acculés dans une maison sur le point de disparaître, ils voient leur rêve se réaliser en un instant : faire disparaître le monde extérieur.
Ils sont désormais seuls, leur maison plantée au milieu d'un néant blanc et lumineux, doté d'un étrange sol rebondissant. D'abord angoissés, ils parviennent à gérer cette nouvelle situation et à en trouver des avantages.

## Fiche technique
- Titre original : Nothing
- Réalisation : Vincenzo Natali
- Scénario : Andrew Lowery et Andrew Miller (crédités The Drews au générique), d'après une histoire inventée par Vincenzo Natali, Andrew Miller et David Hewlett
- Musique : Michael Andrews
- Montage : Michele Conroy
- Photographie : Derek Rogers
- Décors : Peter Cosco et Jasna Stefanovic
- Direction artistique : Anastasia Masaro
- Costumes : Alex Kavanagh
- Réalisation des animations : Terry Bradley et Warren J.W. Leathem
- Production : Steven Hoban, coproduit avec Andrew Lowery et Andrew Miller
- Société de production : 49th Parallel Productions, avec le soutien de Téléfilm Canada, Gouvernement de l'Ontario
- Société d'effets spéciaux : C.O.R.E. Digital Pictures
- Sociétés de distribution : Alliance Atlantis Movie Pictures Distribution (Canada), Zootrope Films (France)
- Pays de production  :  Canada
- Langue originale : anglais
- Genre : comédie fantastique
- Format : couleurs - 2,35:1 - 35 mm - Dolby Digital
- Durée : 90 minutes
- Dates de sortie :
  - Canada : 9 septembre 2003 (Festival de Toronto) ; 7 décembre 2004 (sortie DVD)
  - Belgique : 25 mars 2004 (Festival du film fantastique de Bruxelles)
  - France : 5 septembre 2005 (L'Étrange Festival) ; 29 août 2007 (sortie nationale)
- Certification :
  - Canada : +14 ans (CHV)
  - France : +12 ans (CSA)
  - États-Unis : +17 ans (MPAA)

## Distribution
- David Hewlett : Dave
- Andrew Miller : Andrew
- Gordon Pinsent : l'homme en costume
- Marie-Josée Croze : Sara
- Andrew Lowery : Crawford
- Elana Shilling : la petite fille
- Soo Garay : la mère de la petite fille
- Martin Roach : le collègue de travail
- Angelo Tsarouchas : Foreman
- Rick Parker : l'officier de la police monté
- Maurice Dean Wint : le narrateur

## Autour du film
- La fin du générique est suivie d'une séquence se situant dix années après la fin de l'histoire.